# Ливанате
Ливанате (греч. Λιβανάται), также Ливанатес (Λιβανάτες) — малый город в Греции. Расположен на высоте 60 м над уровнем моря, у подножья гор Хломон (1081 м), на западном побережье бухты Аталанди залива Вориос-Эввоикос Эгейского моря, к югу от мыса Акрица, к северо-востоку от города Аталанди. Административно относится к общине Локри в периферийной единице Фтиотида в периферии Центральная Греция. Площадь 37,054 квадратного километра. Население 2559 человек по переписи 2011 года.
Восточнее города, по берегу бухты проходит Автострада 1 (ПАТЭ).

## История

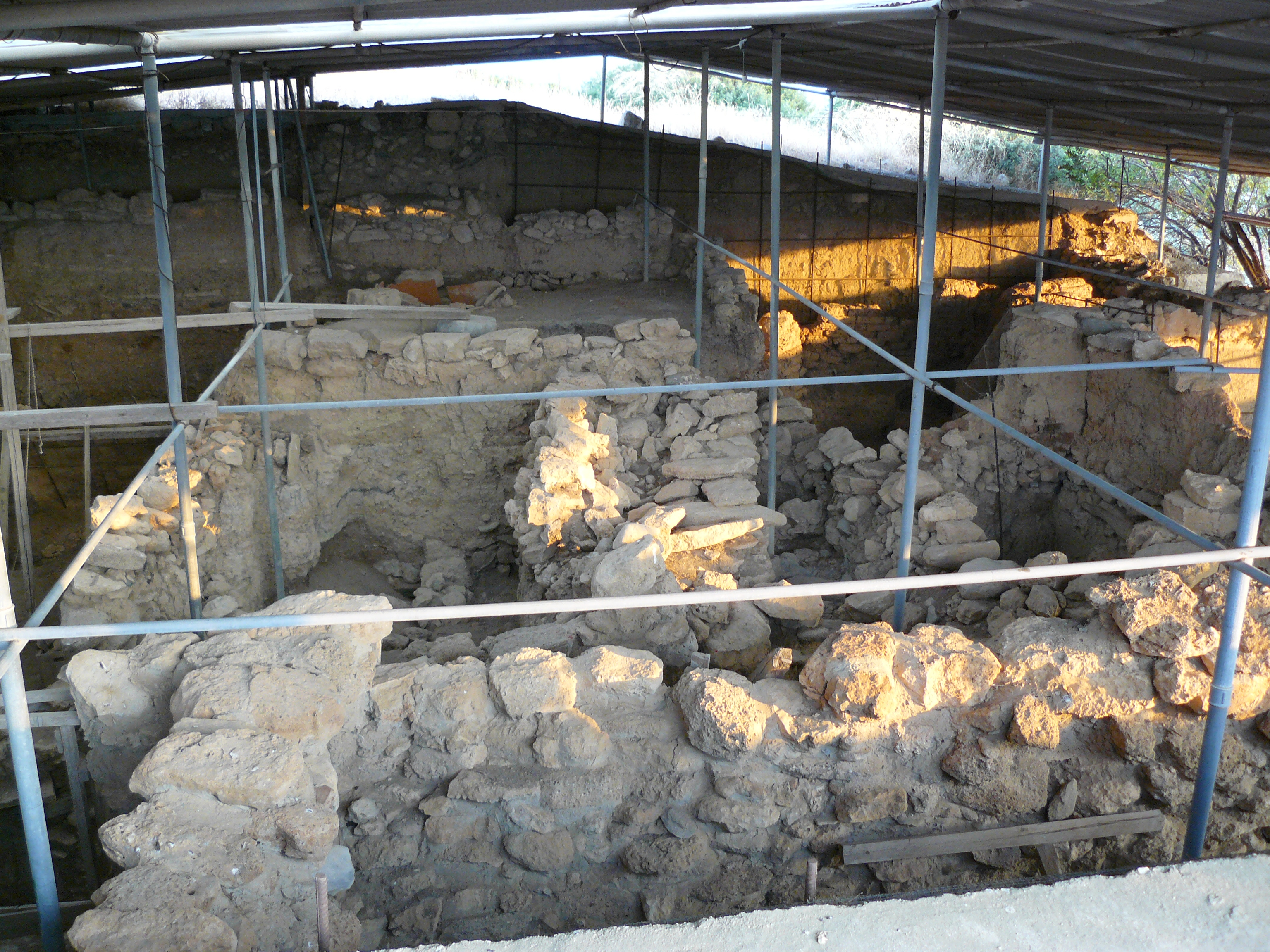
Руины древнего Киноса

Около современного города Аталанди находятся развалины древнего Опунта, родины Патрокла, главного города Опунтской Локриды. Гаванью Опунта считался город Кинос. Бухта Аталанди в древности называлась Опунтским заливом (Οπούντιος κόλπος). Руины зданий на низком холме Пиргос или Пати (Πύργος ή Πάτι) на пляже к северо-востоку от Ливанате идентифицированы с городом Кинос.
Гомер упоминает Кинос как один из городов восточных локров в каталоге кораблей в «Илиаде». Восточная Локрида была частью микенского цивилизации, а Кинос был её главным портом. Страбон сообщает, что в Киносе жил Девкалион и здесь показывают могилу Пирры. Согласно древним источникам название Локриде дал герой Локр.
Кинос контролировал важную дорогу по суше и морской путь.
Раскопки в северо-западной части холма показали, что это место непрерывно использовалось с раннего бронзового века (3000—2800 до н. э.) до византийских времен (V—VI века н. э.).
Наиболее хорошо сохранившиеся архитектурные элементы относятся к позднеэлладскому периоду ПЭ III Г (XII веку до н. э.). Более ранние периоды позднего бронзового века (XIV—XIII вв. до н. э.) представлены фрагментами стен, полов и керамики. Среднеэлладское использование этой области было подтверждено на более глубоких уровнях при исследовании шести гробниц в виде каменного ящика.
Холм окружен стеной раннего эллинистического периода, построенной из больших тёсаных каменных блоков по системе opus isodomum. Обитание этого района в геометрический, архаический и классический периоды подтверждается только собранной керамикой, без наличия остатков зданий, потому что холм систематически выровняли в римский период и период раннего христианства, после чего он был заброшен.
Здания позднеэлладского периода ПЭ III Г с кирпичными стенами на фундаменте из необработанного камня входили в состав комплексов жилых домов с кладовыми и мастерскими. В некоторых комнатах были ёмкости из необожженной глины для хранения урожая. Часть пола печи для обжига керамики, плохо обожжённая керамика и ржавчина — признаки производства керамической посуды и металлургии. Постройки были разрушены землетрясением в середине XII века до н. э. В слое разрушения этой фазы были обнаружены части кратеров с изображениями военных кораблей и куски глиняных моделей кораблей, которые предоставляют информацию о типах кораблей позднего бронзового века и морских сражениях. После землетрясения постройки были перестроены или отремонтированы и оборудованы большими ямами вместо глиняных ящиков. Однако и они были сожжены в конце XII века до н. э. при пожаре, который мог быть вызван землетрясением. Вскоре после этого руины выровняли и построили небольшие здания. На их слоях были открыты небольшие гробницы в форме каменных ящиков для детей. Часть здания протогеометрического периода (X век до н.э.) свидетельствует о преемственности поселения в более поздний период. Крепостная стена, окружающая вершину холма, относится к эллинистическому периоду. В римский период холм был застроен зданиями над микенским поселением.
До 1912 года (ΦΕΚ 282Α) город назывался Ливанатес (Λιβανάταις), затем был переименован в Ливанате.

## Население
| Год  | Население, человек |
| ---- | ------------------ |
| 1991 | 2532               |
| 2001 | 2912               |
| 2011 | ↘ 2259             |